# 600 millas
 (novembre 2024).
Pour plus de détails, voir Fiche technique et Distribution.
600 millas est un film dramatique mexicain réalisé par Gabriel Ripstein et sorti en 2015.
Le film est sélectionné comme entrée mexicaine pour l'Oscar du meilleur film en langue étrangère à la 88e cérémonie des Oscars qui s'est déroulée en 2016.

## Synopsis
Arnulfo Rubio fait du trafic d'armes pour un cartel mexicain. Un agent de l'ATF, Hank Harris, veut le capturer mais se fait capturer par Rubio à la place. Lorsque ce dernier cherche à l'amener à son boss, les deux hommes commencent à sympathiser.

## Distribution
- Tim Roth : Hank Harris
- Kristyan Ferrer : Arnulfo Rubio
- Aurora Herrington-Auerbach : Gun Show Exhibitor
- Monica del Carmen : Mamá Rubio
- Craig Hensley : Gunstore Owner 5 (comme Craig Oldfather)
- Noé Hernández : Martín
- Harris Kendall : Greta
- Greg Lutz : Willy
- Tad Sallee : Gun Show Exhibitor
- Julian Sedgwick : Ray Wilson
- Harrison Thomas : Carson
- Antonella Cassia : Gun Show Patron (non crédité)
- Justice Lee : Gun Show Shopper (non crédité)
- Rick L. Lobato : Gun Show Patron (non crédité)
- Ken Lownds : Gun Show Patron (non crédité)